# Chuyến bay 232 của United Airlines
Chuyến bay 232 của United Airlines là một chuyến bay theo lịch trình của United Airlines từ sân bay quốc tế Stapleton ở Denver, Colorado đến sân bay quốc tế O'Hare ở Chicago, tiếp tục bay đến sân bay quốc tế Philadelphia. Vào ngày 19 tháng 7 năm 1989, chiếc DC-10 (số đăng ký là N1819U) khai thác chuyến bay này đã hạ cánh khẩn cấp tại sân bay Sioux Gateway ở thành phố Sioux, Iowa, sau khi gặp sự cố thảm khốc ở động cơ gắn trên đuôi do lỗi sản xuất không được phát hiện ra ở đĩa quạt của động cơ, dẫn đến mất toàn bộ hệ thống điều khiển và khả năng kiểm soát. Trong số 296 hành khách và phi hành đoàn trên máy bay, 112 người đã tử vong trong vụ tai nạn, trong khi 184 người sống sót. 13 hành khách không bị thương. Đây là vụ tai nạn chết người nhiều nhất trong lịch sử của United Airlines với chỉ 1 máy bay gây ra.
Mặc dù có số lượng tử vong cao, vụ tai nạn vẫn được coi là một ví dụ điển hình về quản lý nguồn lực phi hành đoàn thành công do quyết định của phi công cho phép một phi công kiểm tra điều khiển máy bay và thảo luận về vấn đề mà phi hành đoàn đang phải đối mặt.  Phần lớn những người trên máy bay đều sống sót; các phi công thử nghiệm có kinh nghiệm trong máy bay mô phỏng không thể tái tạo một cú hạ cánh có thể sống sót như vậy. Nó được gọi là "Cú hạ cánh bất khả thi" vì nó được coi là một trong những cú hạ cánh ấn tượng nhất từng được thực hiện trong lịch sử hàng không.